# Branchophantis
Branchophantis là một chi bướm đêm thuộc họ Tortricidae.

## Các loài
- Branchophantis chrysoschista  Meyrick, 1938